# До потопа (фильм)
«До потопа» (англ. Before the Flood) — документальный фильм Марка Монро. Вышел на экран 21 октября 2016 года. Режиссёр Фишер Стивенс.

## Сюжет
Фильм рассказывает об изменениях климата. В фильме затронуты темы глобального вымирания видов. Фильм рассказывает о том, как люди могут попытаться предотвратить гибель находящихся под угрозой исчезновения видов, экосистем и природных сообществ планеты.

## В ролях
Наряду с Ди Каприо в документальном фильме появились Пирс Селлерс, Барак Обама, Франциск, Сунита Нараин, Аноте Тонг, Джон Керри, Илон Маск, Алехандро Гонсалес Иньярриту, Йохан Рокстрём, Грегори Мэнкью, Гидон Эшель, Фарвиза Фархан, Ян Синглтон, Линдси Аллен, Джереми Джексон, Томас Эсанг Ременгесау-младший, Элвин Лин, Ма Юн, Майкл Э. Манн, Филип Левин, Джейсон Э. Бокс, доктор Энрик Сала, Майкл Брюн и Пан Ги Мун.

## Критика
Фильм получил положительные отзывы кинокритиков. На сайте Rotten Tomatoes фильм имеет рейтинг 75 % на основе 32 рецензий со средним баллом 7 из 10. На сайте Metacritic фильм имеет оценку 63 из 100 на основе 10 рецензий критиков, что соответствует статусу «в целом положительные отзывы».

### Награды и номинации
| Награды и номинации                  | Награды и номинации | Награды и номинации                | Награды и номинации                | Награды и номинации | Награды и номинации |
| Награда                              | Год                 | Категория                          | Номинант                           | Результат           | Прим.               |
| ------------------------------------ | ------------------- | ---------------------------------- | ---------------------------------- | ------------------- | ------------------- |
| Evening Standard British Film Awards | 2016                | Лучший документальный фильм        | «До потопа»                        | Победа              | [ 8 ]               |
| Hollywood Film Awards                | 2016                | Голливудская документальная премия | Леонардо Ди Каприо и Фишер Стивенс | Победа              | [ 9 ]               |